# Adács
Adács is een plaats (község) en gemeente in het Hongaarse comitaat Heves. Adács telt 2944 inwoners (2001).